# Beauvoir, Oise

Beauvoir este o comună în departamentul Oise, Franța. În 1 ianuarie 2022 avea o populație de 224 de locuitori.